# Pojate
Pojate (en serbe cyrillique : Појате) est un village de Serbie situé dans la municipalité de Ćićevac, district de Rasina. Au recensement de 2011, il comptait 841 habitants.
Pojate est situé le long de la route européenne E75 (l'autoroute Belgrade-Niš).

## Démographie

### Évolution historique de la population
| 1948  | 1953  | 1961  | 1971  | 1981  | 1991  | 2002 | 2011 |
| ----- | ----- | ----- | ----- | ----- | ----- | ---- | ---- |
| 1 139 | 1 231 | 1 246 | 1 175 | 1 119 | 1 056 | 986  | 841  |

|  |